# Holubice (Nyugat-prágai járás)
Holubice település Csehországban, Nyugat-prágai járásban. Holubice Dolany nad Vltavou, Zákolany, Kralupy nad Vltavou, Otvovice, Svrkyně és Tursko településekkel határos. Lakosainak száma 2163 fő (2024. január 1.).

## Népesség
A település lakosságának változását az alábbi diagram mutatja:
| Lakosok száma | 830  | 914  | 980  | 751  | 646  | 609  | 1844 | 1980 | 2094 | 2163 |
|               | 1869 | 1890 | 1921 | 1950 | 1980 | 2001 | 2017 | 2019 | 2022 | 2024 |